# Білопілля (станція)
Білопíлля — проміжна залізнична станція 4-го класу Сумської дирекції Південної залізниці на двоколійній неелектрифікованої лінії Баси — Білопілля між станціями Торохтяний (6 км) та Ворожба (5 км). Розташована в однойменному місті Сумського району Сумської області.

## Історія
13 травня 1873 року затверджено проєкт будівництва залізничної лінії Мерефа — Ворожба.
8 січня 1878 року відкрито пасажирський та вантажний рух у сумському напрямку від станції Білопілля до Мерефи.
22 січня 1878 року відкрито рух поїздів на ділянці Білопілля — Ворожба.
8 лютого 1878 року відкрито наскрізний рух поїздів всією Сумською лінією від станції Мерефа до Ворожби.

## Пасажирське сполучення
На станції Білопілля зупиняються всі пасажирські та приміські поїзди.